# Eurasiër

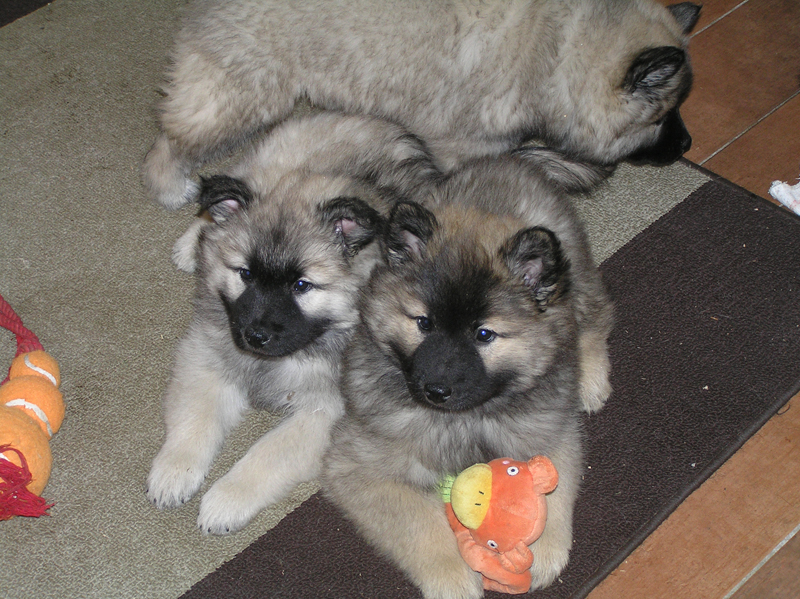
Puppy's van de Eurasiër, 8 weken oud

De Eurasiër is een hondenras, welke ontstaan is uit een kruising tussen de Wolfskeeshond en de Chow Chow. Toen (1960) kreeg het ras eerst de naam "Wolf-Chow". Later kwam hier ook de Samojeed bij, en het ras is sinds 1973 als "Eurasiër" erkend door de VDH/FCI in Duitsland.
De Eurasiër kan beschouwd worden als een familiehond. De hond is graag bij zijn roedel, is waakzaam en blaft over het algemeen alleen indien noodzakelijk.

## Uiterlijke verschijning
De Eurasiër is een middelgrote hond. Ze hebben een spitse neus, spitse oren, een langharige, zacht aanvoelende vacht en een krulstaart. Eurasiërs komen voor in veel verschillende kleuren: roodachtig, wolfsgrijs of zwart-en-tan, maar vaak hebben de honden meerdere kleuren tegelijk. Geheel wit komt niet veel voor evenals geheel zwart.
De vacht van de hond heeft ogenschijnlijk veel aandacht nodig, maar niets is minder waar. De Eurasiër hoeft niet naar een trimmer. Regelmatige borstelbeurten (vooral tijdens ruiperioden) en af en toe een wasbeurt is voldoende qua vachtverzorging.
| geslacht | schofthoogte | gewicht    |
| -------- | ------------ | ---------- |
| reu      | 52 - 60 cm   | 23 - 32 kg |
| teef     | 48 - 56 cm   | 18 - 26 kg |

## Kleuren

Zwart en getint
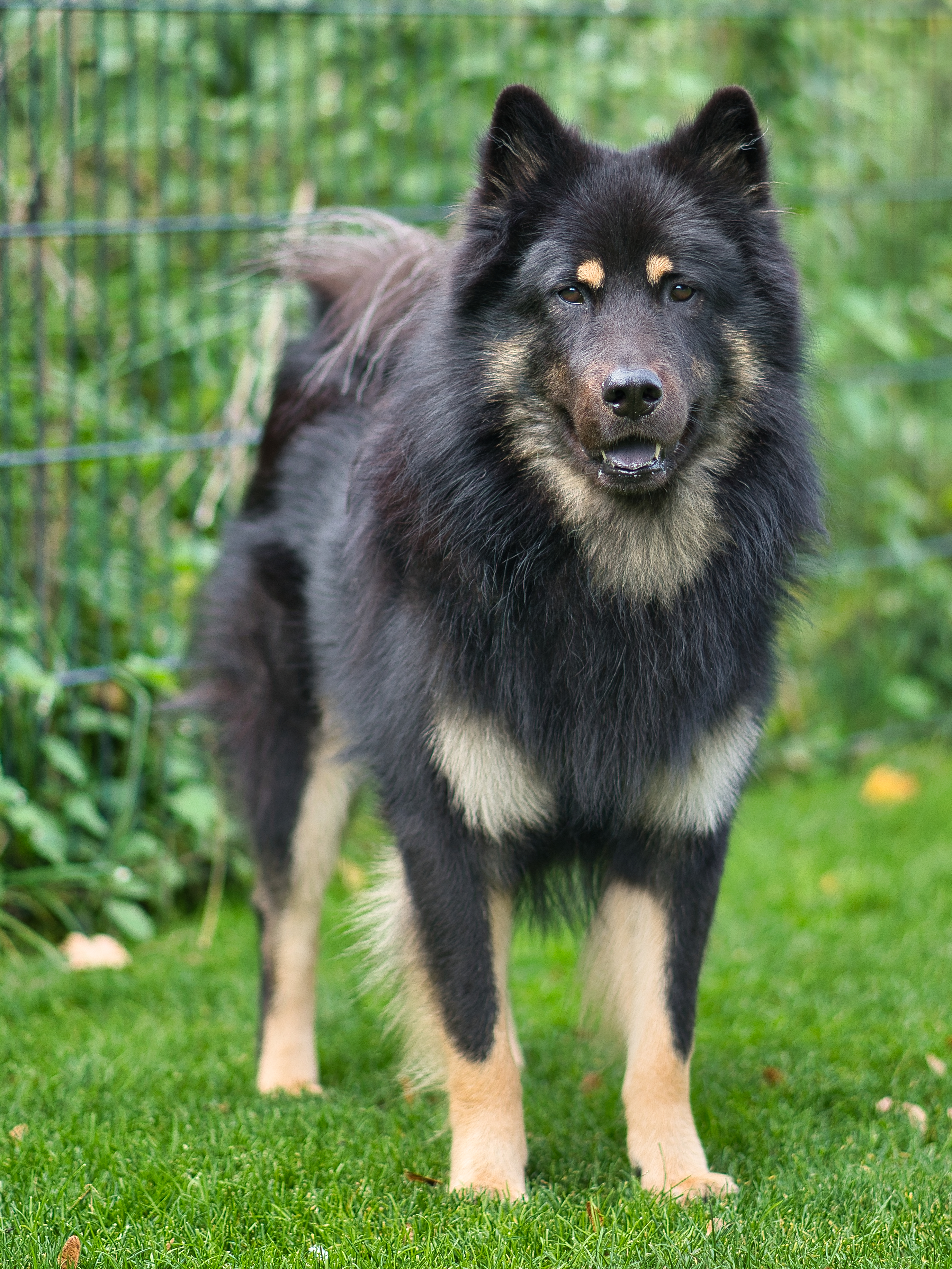
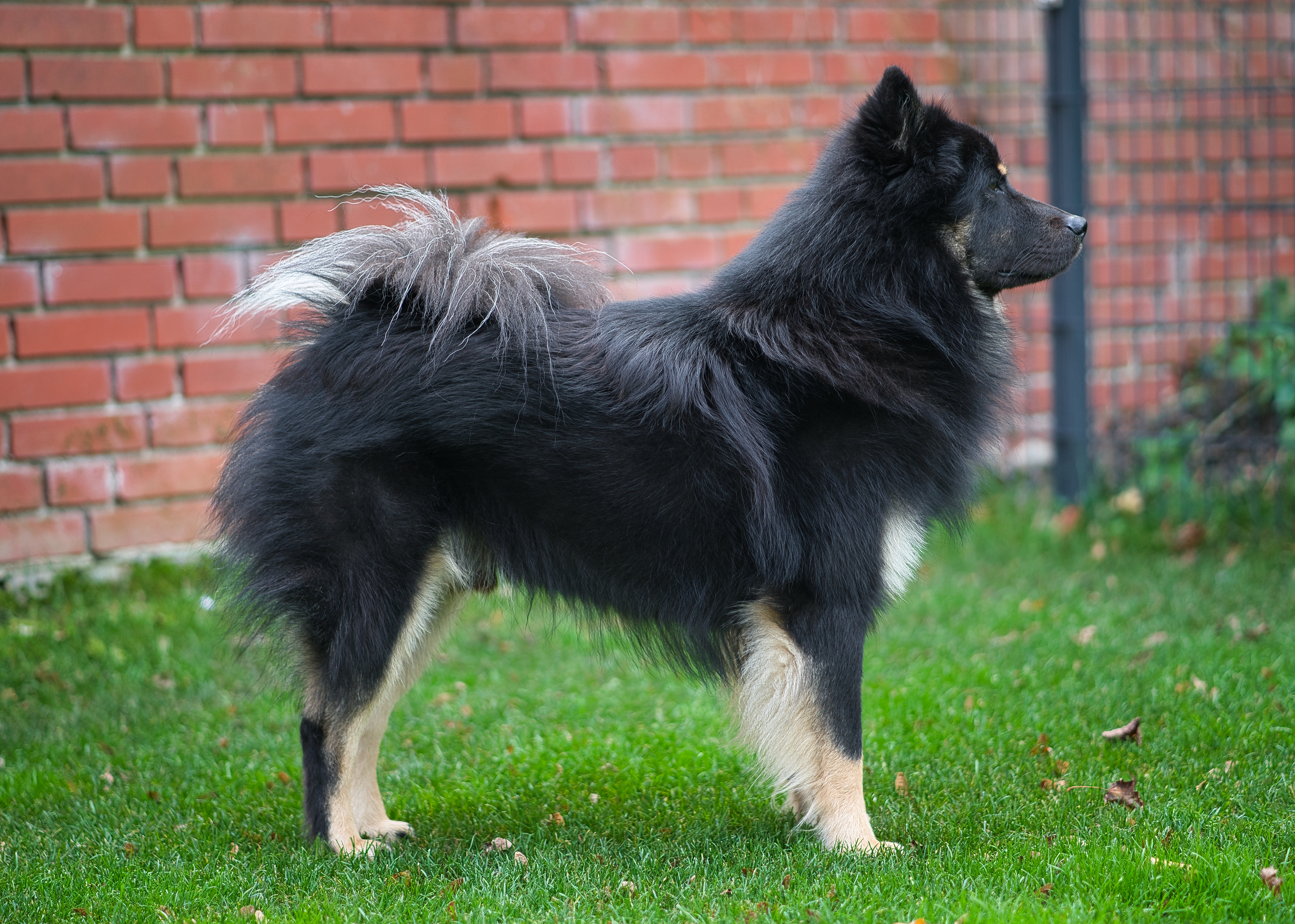